# Campionati europei di ciclismo su pista 2023 - 500 metri a cronometro
La prova dei 500 metri a cronometro ai Campionati europei di ciclismo su pista 2023 si svolse l'11 febbraio 2023 presso il Velodrome Suisse di Grenchen, in Svizzera.

## Risultati

### Qualificazioni
Le prime otto si qualificarono per la finale.
| Pos. | Atleta                   | Nazione       | Tempo  | Distacco | Note |
| ---- | ------------------------ | ------------- | ------ | -------- | ---- |
| 1    | Emma Hinze               | Germania      | 33"115 |          | Q    |
| 2    | Miriam Vece              | Italia        | 33"367 | +0"252   | Q    |
| 3    | Taky Marie-Divine Kouamé | Francia       | 33"388 | +0"273   | Q    |
| 4    | Hetty van de Wouw        | Paesi Bassi   | 33"574 | +0"459   | Q    |
| 5    | Pauline Grabosch         | Germania      | 33"682 | +0"567   | Q    |
| 6    | Lauren Bell              | Gran Bretagna | 33"859 | +0"744   | Q    |
| 7    | Kyra Lamberink           | Paesi Bassi   | 33"867 | +0"752   | Q    |
| 8    | Katy Marchant            | Gran Bretagna | 33"934 | +0"819   | Q    |
| 9    | Veronika Jaborníková     | Rep. Ceca     | 33"955 | +0"840   |      |
| 10   | Paulina Petri            | Polonia       | 34"141 | +1"026   |      |
| 11   | Nikola Sibiak            | Polonia       | 34"191 | +1"076   |      |
| 12   | Miglė Lendel             | Lituania      | 34"281 | +1"166   |      |
| 13   | Valerie Jenaer           | Belgio        | 34"423 | +1"308   |      |
| 14   | Julie Michaux            | Francia       | 34"549 | +1"434   |      |
| 15   | Alla Bilec'ka            | Ucraina       | 34"835 | +1"720   |      |
| 16   | Oleksandra Lohvynjuk     | Ucraina       | 34"973 | +1"858   |      |
| 17   | Orla Walsh               | Irlanda       | 35"032 | +1"917   |      |
| 18   | Helena Casas             | Spagna        | 35"077 | +1"962   |      |
| 19   | Julie Nicolaes           | Belgio        | 35"108 | +1"993   |      |
| 20   | Giada Capobianchi        | Italia        | 35"346 | +2"231   |      |
| 21   | Natálie Mikšaníková      | Rep. Ceca     | 36"007 | +2"892   |      |

### Finale
| Pos. | Atleta                   | Nazione       | Tempo  | Distacco | Note |
| ---- | ------------------------ | ------------- | ------ | -------- | ---- |
| 1    | Emma Hinze               | Germania      | 32"947 |          |      |
| 2    | Taky Marie-Divine Kouamé | Francia       | 33"390 | +0"443   |      |
| 3    | Hetty van de Wouw        | Paesi Bassi   | 33"554 | +0"607   |      |
| 4    | Miriam Vece              | Italia        | 33"587 | +0"640   |      |
| 5    | Pauline Grabosch         | Germania      | 33"708 | +0"761   |      |
| 6    | Lauren Bell              | Gran Bretagna | 33"710 | +0"763   |      |
| 7    | Kyra Lamberink           | Paesi Bassi   | 34"200 | +1"253   |      |
| 8    | Katy Marchant            | Gran Bretagna | 34"297 | +1"350   |      |